# 六本木
六本木（ろっぽんぎ）は、東京都港区の町名。
六本木ヒルズをはじめとした繁華街である。また、赤坂・虎ノ門の付近はオフィスビルが建つビジネス街にもなっている。現行行政区画は六本木一丁目から六本木七丁目。住居表示実施済区域。

## 概要
港区北部に位置し、旧麻布区にあたるエリアである。区役所の麻布地区総合支所の管轄であり、「麻布」を冠さないが麻布エリアに含まれる。北で赤坂、北西で南青山、北東で虎ノ門、東で麻布台・麻布永坂町、南東で麻布十番、南で元麻布、西で西麻布と接する。なお、東麻布とはわずかに接していない。旧：麻布区に属し、六本木一丁目、六本木二丁目、六本木四丁目、六本木五丁目の高台地域は番町、市谷船河原町、市谷砂土原町、そして赤坂の高台地区と並び特に六本木四丁目のフランシスカン・チャペルセンター周辺と六本木五丁目の鳥居坂周辺は1990年代前半頃までは独特の佇まいを残していた。
現在は、六本木通りと外苑東通りが交わる六本木交差点を中心に繁華街・歓楽街というイメージが強い傾向にある。2000年代に再開発により六本木ヒルズや東京ミッドタウン（住所上は赤坂）といったオフィス併設の大規模複合商業ビルがいくつも誕生した。六本木ヒルズ森タワーや泉ガーデンタワーといったオフィスビルや新興IT企業の本社、グランドハイアット東京やザ・リッツカールトン東京などの高級ホテル、高級タワーマンション、駐日大使館も多くあり、多面的・国際的な顔を見せている。六本木ヒルズ内にはテレビ朝日（テレ朝）の本社、住友不動産六本木グランドタワー内にはテレビ東京（テレ東）本社も位置している。また、国立新美術館、森美術館・森アーツセンターギャラリー（六本木ヒルズ）、サントリー美術館（東京ミッドタウン）などの美術館が多く集積し、都内では上野（台東区）に次ぐ文化・芸術の発信拠点という側面もある。

## 地価
住宅地の地価は、2025年（令和7年）1月1日の公示地価によれば、六本木3-5-16の地点で176万円/m2、六本木5-13-1の地点で281万円/m2となっている。
商業地の地価は、2025年（令和7年）1月1日の公示地価によれば、六本木4-9-5の地点で1090万円/m2、六本木7-4-8の地点で475万円/m2となっている。

## 歴史
現在の六本木の町域は大半が武家地だった区域だが、江戸時代の「六本木町」は門前町で、現在の六本木交差点付近の狭い範囲を指していた。明治以降の「六本木町」は、寺院や大久保加賀守（小田原藩主）家の下屋敷跡などを含む範囲になった。武家屋敷跡がお屋敷町になった。湧き水や地下水に恵まれ金魚の養殖が盛んであった。
六本木近辺には日本軍の軍事施設が置かれ、兵隊の町でもあった。龍土町（現：六本木七丁目）には1936年（昭和11年）の二・二六事件にも参加者を出した歩兵第三連隊があり、隣接する赤坂区檜町（現：赤坂九丁目）には歩兵第一連隊があった。
1925年（大正14年）6月6日、赤坂溜池と六本木間で市電が開通。交通の便が良くなった。
1938年（昭和13年）6月30日、集中豪雨により麻布今井町（現在の六本木四丁目）の三井邸から麻布谷町（現在の六本木二丁目）にかけてがけ崩れが発生。20余戸が押しつぶされて死者23人、重軽傷者20数人。
六本木は、明治時代-昭和初期にかけて麻布区に属し、戦後麻布区から港区になったが、住居表示実施前の六本木五丁目と六本木六丁目、六本木七丁目の一部は「麻布六本木町」という麻布の冠称を持った町名であった。行政区分でも港区の地区総合支所のほか警察署・消防署・郵便局・税務署の管轄も、六本木は麻布管内となっている。1965年頃の六本木の地価は坪40万円で、麹町に次いで高かった。
1967年7月1日に、この六本木町のほか、龍土町・三河台町・今井町・材木町・鳥居坂町・東鳥居坂町・永坂町（約半分）・飯倉片町（の一部）・北日ヶ窪町など麻布地区北部一帯の住居表示が実施され、六本木一丁目から六本木七丁目までの7か町に整理再編された。

### 地名の由来
- 6本の松の木があったことに由来する説
- 青木家、一柳家、上杉家、片桐家、朽木家、高木家の各大名屋敷が存在したことに由来する説

などがある。

### 沿革

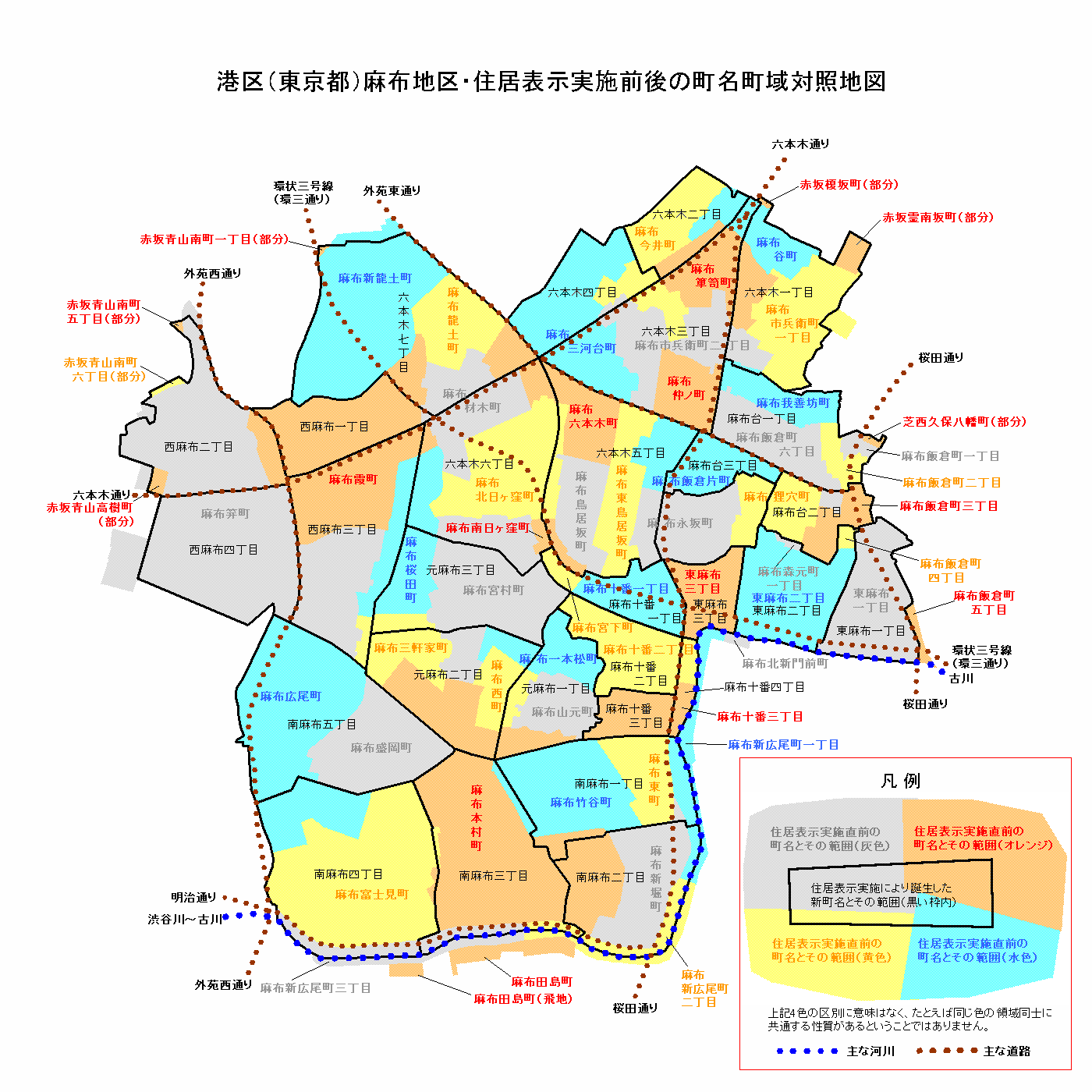
住居表示実施前後の町名町域対照地図

- 1869年（明治2年）- 飯倉六本木町、麻布龍土六本木町、麻布北日ケ窪町代地、麻布龍土坂口町、麻布教善寺門前、麻布正信寺門前、麻布光専寺門前、麻布深広寺門前が合併して麻布六本木町成立。
- 1872年（明治5年）- 周辺の武家地・寺地を合併して、町域を確定する。
- 1878年（明治11年）11月2日 - 大区小区制廃止、郡区町村編制法施行により、東京府麻布区の一部となる。
- 1889年（明治22年）5月1日 - 市制施行により、東京府東京市麻布区の一部となる。
- 1943年（昭和18年）7月1日 - 東京都制施行により、東京都麻布区の一部となる。
- 1947年（昭和22年）3月15日 - 東京都港区の一部となる。
- 1967年（昭和42年）7月1日 - 住居表示を実施し、六本木一丁目から七丁目となる[12]。
- 1978年（昭和53年）9月1日 - 六本木六丁目の町域を拡大する[13]。

### 町名の変遷
| 実施後       | 実施年月日   | 実施前（特記なければ、各町名ともその一部）                                                                           |
| ------------ | ------------ | --- |
| 六本木一丁目 | 1967年7月1日 | 赤坂榎坂町（全域）、赤坂霊南坂町（全域）、麻布市兵衛町一丁目、麻布市兵衛町二丁目、麻布箪笥町、麻布谷町               |
| 六本木二丁目 | 1967年7月1日 | 麻布箪笥町、麻布谷町、麻布今井町                                                                                     |
| 六本木三丁目 | 1967年7月1日 | 麻布仲ノ町（全域）、麻布市兵衛町二丁目、麻布箪笥町、麻布谷町、麻布今井町、麻布三河台町                               |
| 六本木四丁目 | 1967年7月1日 | 麻布市兵衛町二丁目、麻布今井町、麻布三河台町                                                                         |
| 六本木五丁目 | 1967年7月1日 | 麻布鳥居坂町（全域）、麻布東鳥居坂町（全域）、麻布飯倉片町、麻布永坂町、麻布南日ケ窪町、麻布北日ケ窪町、麻布六本木町 |
| 六本木六丁目 | 1967年7月1日 | 麻布桜田町（全域）、麻布宮村町（全域）、麻布南日ケ窪町、麻布北日ケ窪町、麻布材木町、麻布六本木町、麻布霞町           |
| 六本木六丁目 | 1978年9月1日 | 麻布南日ケ窪町（全域）                                                                                               |
| 六本木七丁目 | 1967年7月1日 | 麻布龍土町（全域）、麻布新龍土町（全域）、赤坂青山南町一丁目（全域）、麻布材木町、麻布六本木町、麻布霞町             |

### 繁華街
六本木近辺の軍事施設は太平洋戦争中の空襲で焼失。終戦に伴い、日本の占領にあたった連合国軍に接収される。そのため、外国人向けの商店や飲食店が少しずつできるようになる。また、1959年にはNET（日本教育テレビ、現：テレビ朝日）が開局し、この頃に六本木族が登場する。
1960年代に入ると日本料理の瀬里奈をはじめとして中華料理の香妃園や魯山、イタリア料理のアントニオなどが芸能人やファッションモデル、来日した海外のスターらが出入りする店として徐々に知られるようになった。1960年代後半からは高台以外の住宅街へ押し入るように外国人や日本人向けの飲食店、若者向けのサパークラブ、ゴーゴークラブなどのオープンが続き、結果として住宅街から繁華街へと姿を変え、1975年（昭和50年）以降は赤坂に代わる人気プレイスポットとして有名になっていく。
1980年代後半からのバブル経済期には六本木スクエアビルを中心としてディスコだけで数十軒が立ち並び、大衆化が進むとともに活況を呈したが、その後のバブル崩壊とともに、1993年（平成5年）以降は多くの店が閉店し、カラオケ店やキャバクラなどに衣替えした。
現在、平日は昼夜を問わずサラリーマンやOLの姿が目立ちオフィス街としてのイメージも強くなった他、六本木一丁目にはスペイン大使館、スウェーデン大使館などの外国公館や、六本木七丁目の在日米軍施設（ヘリポート、星条旗新聞社ほか）などもあり外国人の姿も目立つ。
週末の金曜日・土曜日の夜になるとバーやクラブ、キャバクラなどが林立する繁華街の様相を呈する。クラブ目当ての若者や外国人のほか、キャバクラ嬢や外国人の客引きが街頭に出ている姿が見られる。また、傷害事件やカジノ賭博・麻薬密売等の違法行為も存在し、時折検挙等により明るみに出ることがある。一例として、新宿の歌舞伎町や六本木周辺に店を構える西アフリカ出身のナイジェリア人グループらが大掛かりで、泥酔客から暴利を貪る問題が見られる。さらに、新宿歌舞伎町などと同様に暴力団や非行少年グループのOB団体、外国人マフィアといった犯罪グループ同士の抗争も垣間見られる。
これらの影響で、六本木地区はアメリカ国務省、イギリス大使館、オーストラリア大使館によって、旅行者向けの『危険地域』として警告されている。
2012年、東京都は六本木三丁目から七丁目を都迷惑防止条例に基づき、客引きやスカウトのみならず、それらを行うために待機する行為なども禁止する区域に指定した。
さらに2019年には同一丁目から七丁目を暴力団排除条例に基づき、暴力団排除特別強化地域に指定。地域内では暴力団と飲食店等との間で、みかじめ料のやりとりや便宜供与などが禁止され、違反者は支払った側であっても懲役1年以下または罰金50万円以下の罰則が科されることとなった。

### 六本木ヒルズ

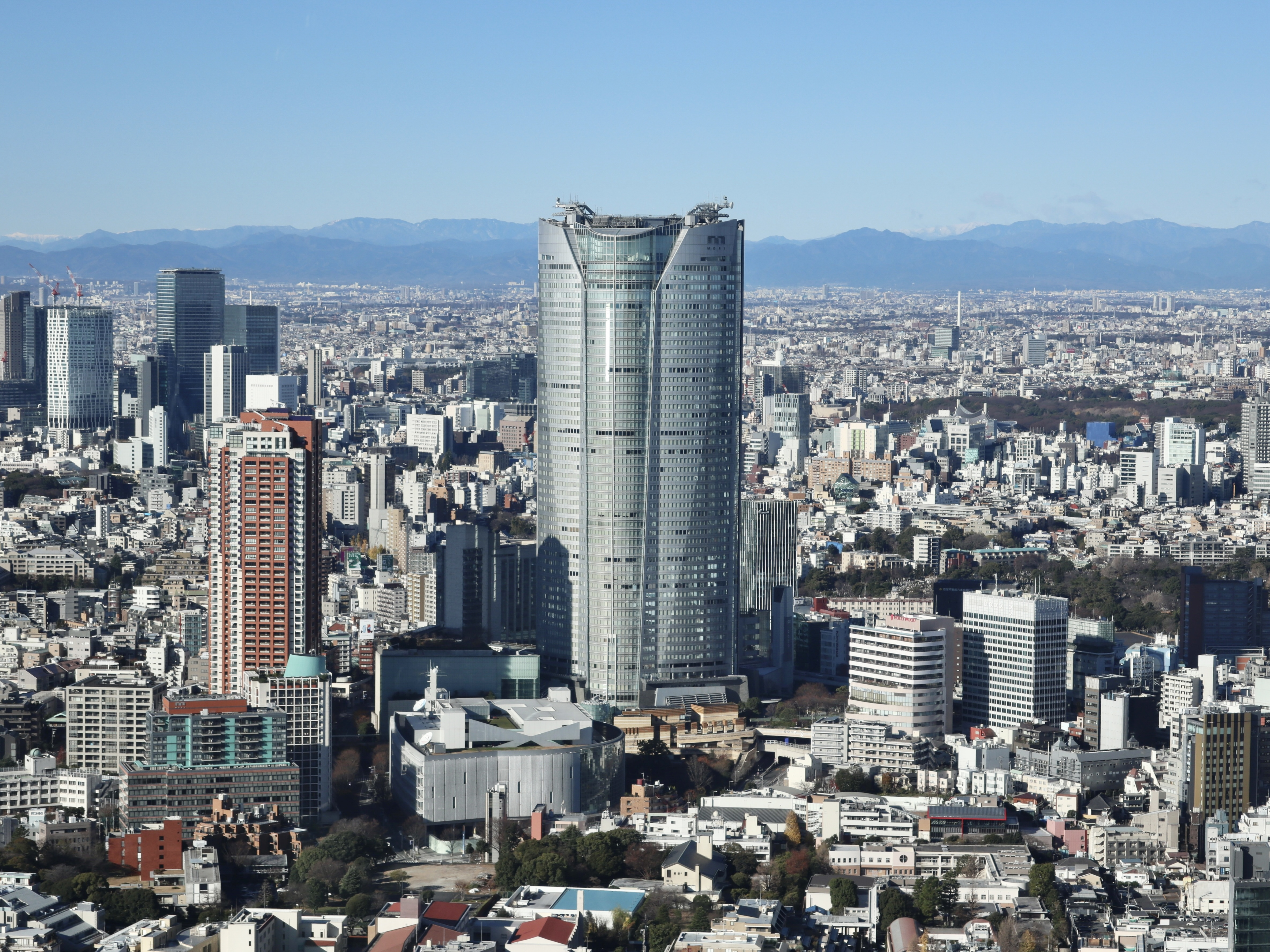
六本木ヒルズ

江戸時代に、麻布日ヶ窪（現在の六本木六丁目）に長府毛利家（長州藩支藩の長門府中藩）の屋敷が置かれた。長門府中藩（長府藩共。現：山口県下関市の一部）出身の乃木希典もこの地で生まれている。1952年に、ニッカウヰスキー東京工場が建てられた。1959年隣接地にNETテレビ（日本教育テレビ・現：テレビ朝日）が開局。局舎を逐次拡張し、1977年には前述のニッカウヰスキー工場跡地を取得した。2003年4月に「六本木ヒルズ」がオープンした。この再開発（通称：六六再開発）は、1980年代にスタートしたプロジェクトであり、オープンまでに実に約20年の歳月を要した。

## 世帯数と人口
2025年（令和7年）4月1日現在（港区発表）の世帯数と人口は以下の通りである。
| 丁目         | 世帯数    | 人口     |
| ------------ | --------- | -------- |
| 六本木一丁目 | 1,297世帯 | 2,565人  |
| 六本木二丁目 | 644世帯   | 729人    |
| 六本木三丁目 | 1,850世帯 | 2,688人  |
| 六本木四丁目 | 571世帯   | 962人    |
| 六本木五丁目 | 1,175世帯 | 2,077人  |
| 六本木六丁目 | 867世帯   | 1,633人  |
| 六本木七丁目 | 1,390世帯 | 2,038人  |
| 計           | 7,794世帯 | 12,692人 |

### 人口の変遷
国勢調査による人口の推移。
| 年                 | 人口   |
| ------------------ | ------ |
| 1995年（平成7年）  | 7,862  |
| 2000年（平成12年） | 7,406  |
| 2005年（平成17年） | 9,215  |
| 2010年（平成22年） | 8,715  |
| 2015年（平成27年） | 11,528 |
| 2020年（令和2年）  | 14,007 |

### 世帯数の変遷
国勢調査による世帯数の推移。
| 年                 | 世帯数 |
| ------------------ | ------ |
| 1995年（平成7年）  | 3,667  |
| 2000年（平成12年） | 4,074  |
| 2005年（平成17年） | 5,499  |
| 2010年（平成22年） | 4,947  |
| 2015年（平成27年） | 6,437  |
| 2020年（令和2年）  | 8,638  |

## 学区
区立小・中学校に通う場合、学区は以下の通りとなる（2022年4月現在）。
| 丁目         | 番地            | 小学校           | 中学校             |
| ------------ | --------------- | ---------------- | ------------------ |
| 六本木一丁目 | 全域            | 港区立麻布小学校 | 港区立六本木中学校 |
| 六本木二丁目 | 全域            | 港区立赤坂小学校 | 港区立赤坂中学校   |
| 六本木三丁目 | 全域            | 港区立麻布小学校 | 港区立六本木中学校 |
| 六本木四丁目 | 全域            | 港区立麻布小学校 | 港区立六本木中学校 |
| 六本木五丁目 | 1～8番 15～18番 | 港区立麻布小学校 | 港区立六本木中学校 |
| 六本木五丁目 | 9〜14番         | 港区立南山小学校 | 港区立六本木中学校 |
| 六本木六丁目 | 全域            | 港区立南山小学校 | 港区立六本木中学校 |
| 六本木七丁目 | 1～22番         | 港区立麻布小学校 | 港区立六本木中学校 |
| 六本木七丁目 | 23番            | 港区立笄小学校   | 港区立高陵中学校   |

## 交通

### 鉄道
- 六本木駅（ 東京メトロ日比谷線） - 都営地下鉄大江戸線の駅は赤坂に所在。
- 六本木一丁目駅（ 東京メトロ南北線）

### 路線バス
- 都営バス渋谷営業所
  - 都01・都01折返・RH01・深夜01
- 都営バス品川営業所
  - 反96
- 都営バス新宿支所
  - 渋88
- 港区コミュニティバス「ちぃばす」
  - 田町ルート
  - 青山ルート
  - 赤坂ルート
  - 麻布東ルート
  - 麻布西ルート

### 道路
- 六本木通り（東京都道412号霞ヶ関渋谷線）
- 外苑東通り（東京都道319号環状三号線）
- テレビ朝日通り
- 首都高速道路・出入口
  - 首都高速都心環状線（飯倉出入口、谷町ジャンクション）
  - 首都高速3号渋谷線（谷町ジャンクション）

## 事業所
2021年（令和3年）現在の経済センサス調査による事業所数と従業員数は以下の通りである。
| 丁目         | 事業所数    | 従業員数 |
| ------------ | ----------- | -------- |
| 六本木一丁目 | 319事業所   | 14,642人 |
| 六本木二丁目 | 92事業所    | 1,259人  |
| 六本木三丁目 | 525事業所   | 14,350人 |
| 六本木四丁目 | 291事業所   | 3,955人  |
| 六本木五丁目 | 291事業所   | 4,012人  |
| 六本木六丁目 | 639事業所   | 24,956人 |
| 六本木七丁目 | 600事業所   | 7,180人  |
| 計           | 2,757事業所 | 70,354人 |

### 事業者数の変遷
経済センサスによる事業所数の推移。
| 年                 | 事業者数 |
| ------------------ | -------- |
| 2016年（平成28年） | 2,441    |
| 2021年（令和3年）  | 2,757    |

### 従業員数の変遷
経済センサスによる従業員数の推移。
| 年                 | 従業員数 |
| ------------------ | -------- |
| 2016年（平成28年） | 56,428   |
| 2021年（令和3年）  | 70,354   |

## 施設

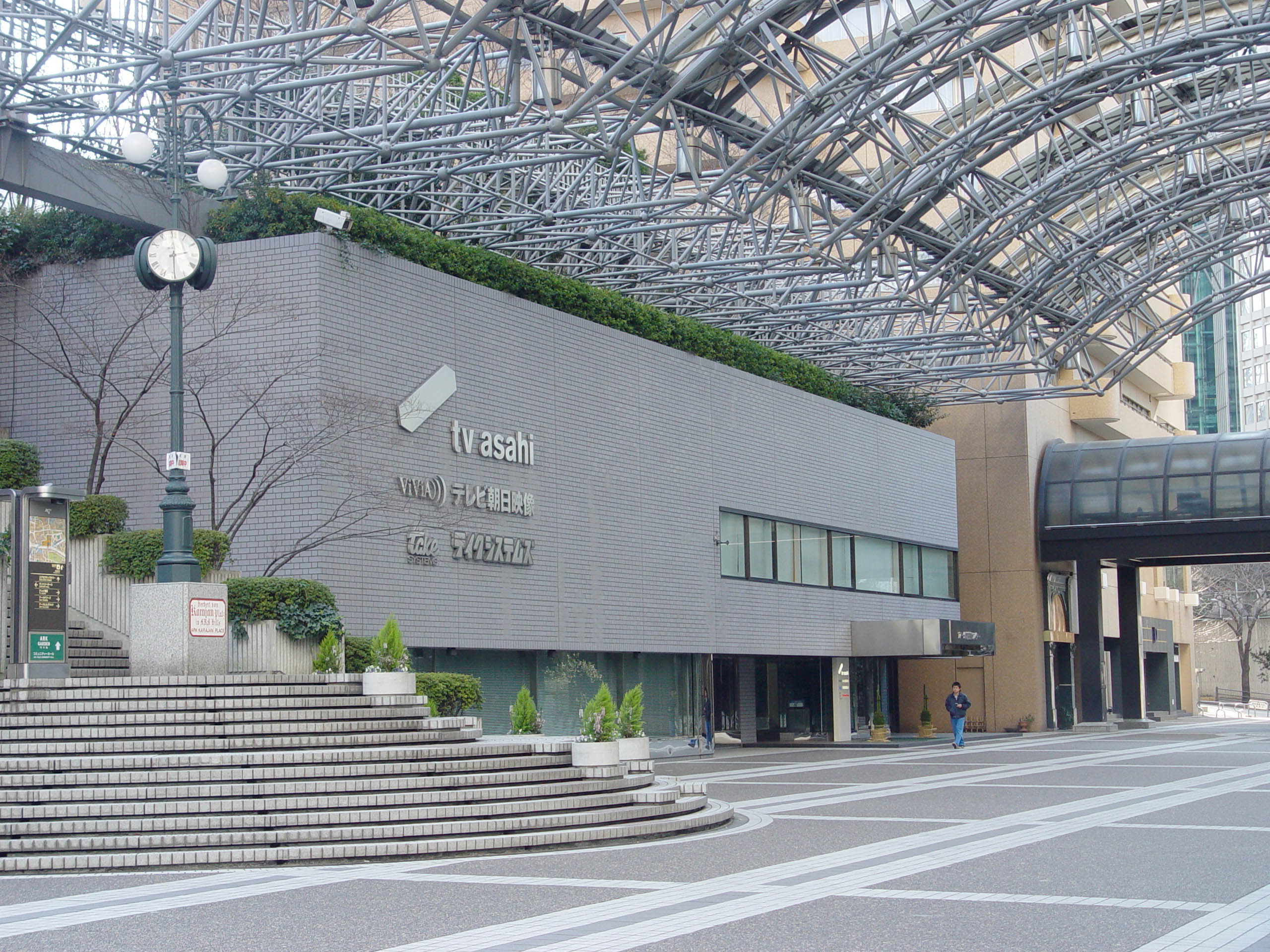
テレビ朝日アーク放送センター

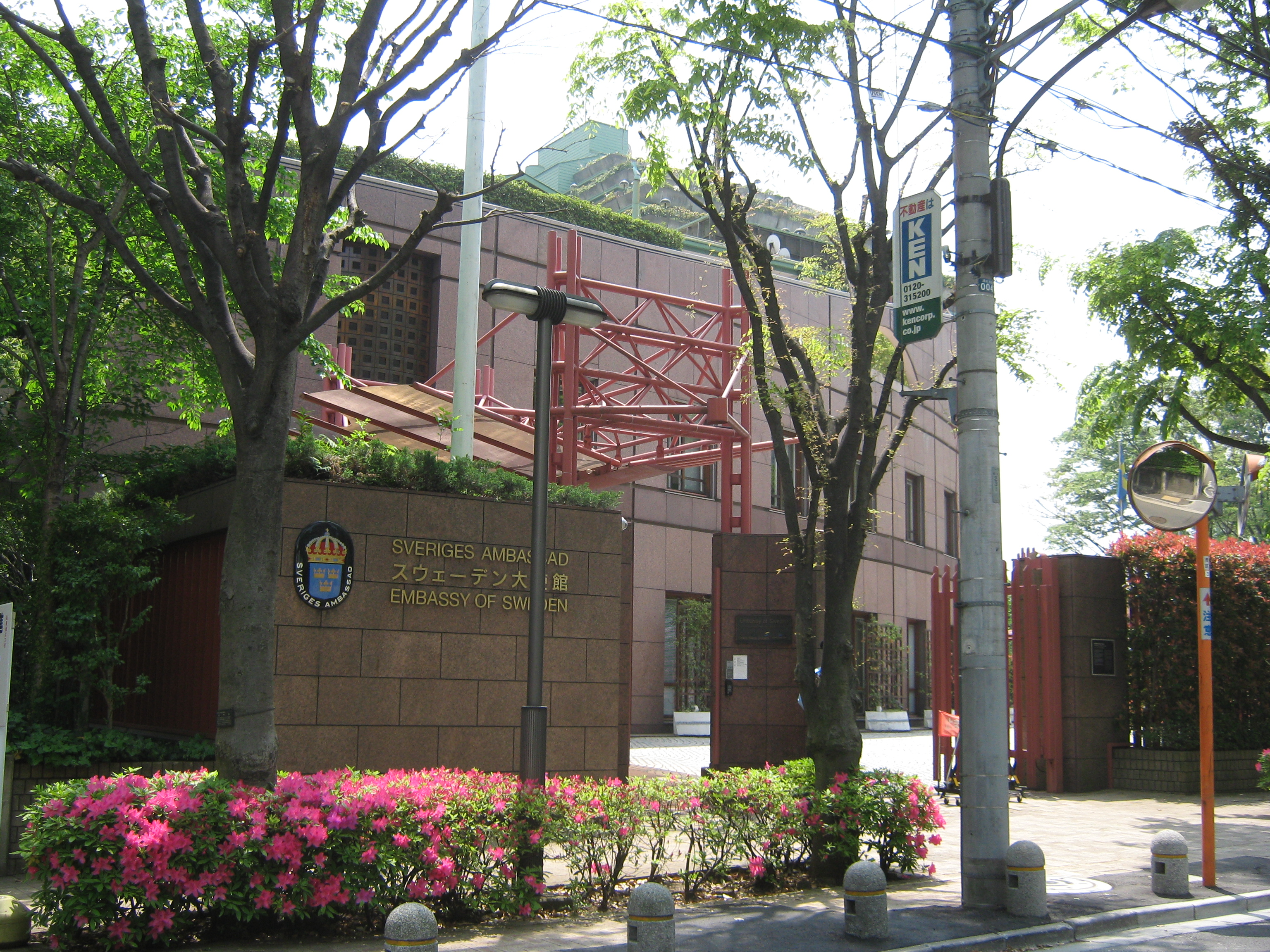
スウェーデン大使館

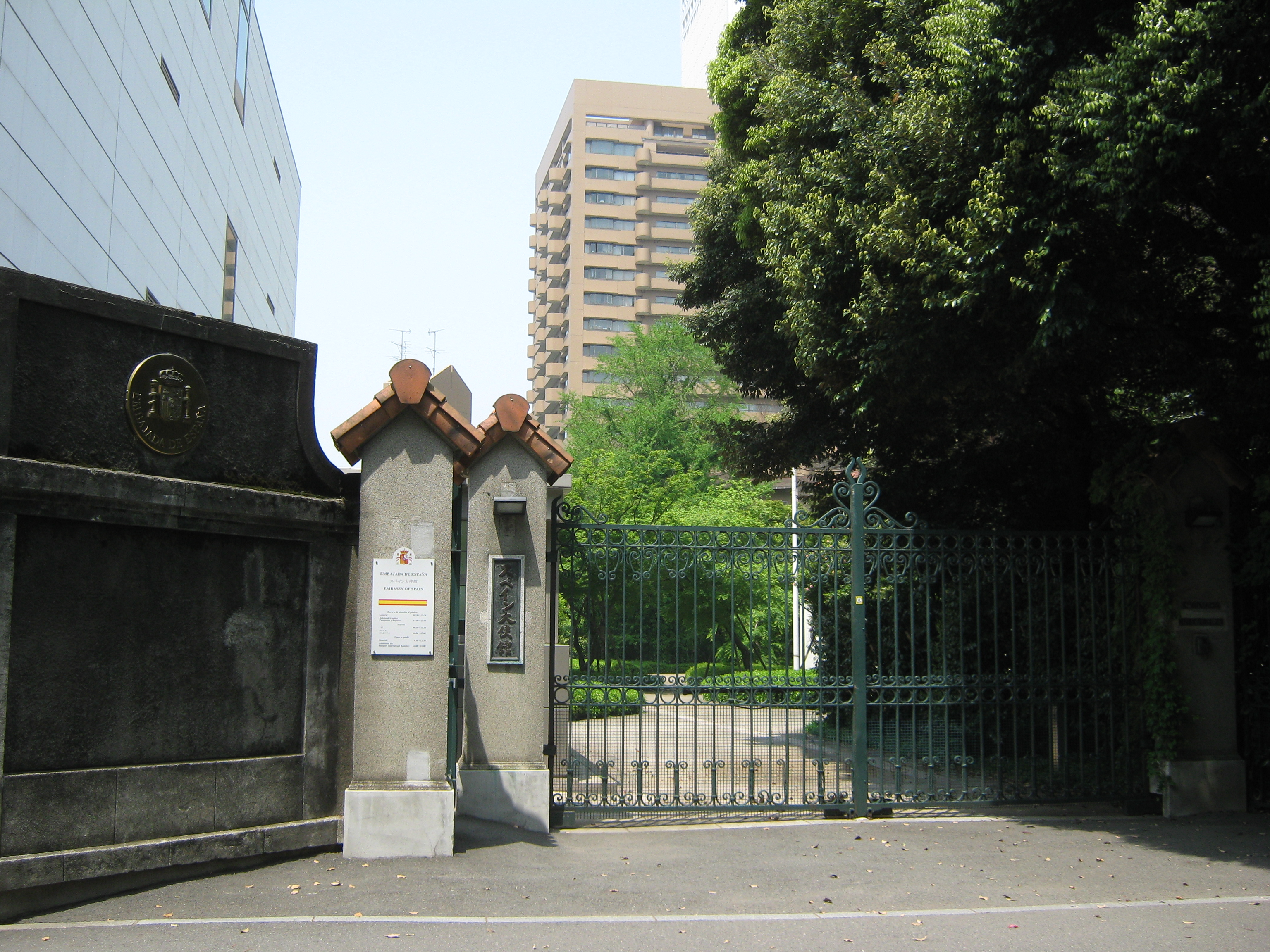
スペイン大使館

### 六本木一丁目
- アークヒルズ
- サントリーホール
- 泉ガーデン
- 泉屋博古館東京
- ホテルヴィラフォンテーヌグランド東京六本木
- MFPR六本木麻布台ビル（旧：アーク八木ヒルズ） - 森ビルと八木通商による事務棟と居住棟の複合施設として建設された。
- 六本木一丁目駅
- キャンティ (イタリア料理店)
- ニコラス - 日本初のピッツェリアとされる[30]。1954年開業、2018年閉店。
- サウジアラビア大使館
- スペイン大使館
- 城山ガーデン
- スウェーデン大使館
- ミクロネシア大使館
- 六本木ファーストビル
- 御組坂
- 道源寺坂

### 六本木二丁目
- アメリカ大使館宿舎
- 南部坂
- 永昌寺

### 六本木三丁目
- 麻布台ヒルズ
- 香妃園
- なだれ坂
- THE ROPPONGI TOKYO
- 三井ガーデンホテル六本木プレミア
- 住友不動産六本木グランドタワー
  - テレビ東京本社
- パナマ大使館・総領事館
- 善学寺
- 不動院

### 六本木四丁目
- 三河台公園
- 麻布警察署
- 妙像寺

### 六本木五丁目
- 東洋英和女学院中学部・高等部
- 東洋英和女学院小学部
- ゴトウフローリスト（旧：ゴトウ花店&ゴトウ・アパートメント）
- チャコ（ステーキ）
- 麻布地区総合支所
- 於多福坂
- 饂飩坂
- 鳥居坂
- フィリピン共和国大使館
- シンガポール共和国大使館
- 港区立麻布図書館
- B ZONE GROUP
- Zeppブルーシアター六本木
- 六本木ミュージアム

### 六本木六丁目
- 六本木ヒルズ
  - 六本木ヒルズ森タワー
    - 森美術館
    - J-WAVE本社

  - テレビ朝日本社
  - グランドハイアット東京
- 港区立六本木中学校
- 麻布トンネル
- 芋洗坂
- マハラジャ
- 朝日神社（日ケ窪稲荷・朝日稲荷）
- アマンド六本木店
- 東京都立六本木高等学校
- 長耀寺

### 六本木七丁目
- 六本木駅
- アトラスタワー六本木
- レム六本木
- 六本木西公園
- 六本木天祖神社（龍土神明宮）
- 乃木坂駅
- 乃木坂界隈
- 乃木坂トンネル - 青山霊園と乃木坂界隈を結ぶ。
- 赤坂プレスセンター - 在日米軍基地
  - 星条旗新聞社
- 日本学術会議
- 政策研究大学院大学
- 国立新美術館
  - ブラッスリー ポール・ボキューズ ミュゼ - ひらまつレストランが展開するフランス料理店。同美術館3階にある。
- 稲川会総本部 - 暴力団
- 日本クラウド証券
- 深広寺
- 出雲大社東京分祠
- 天祖神社

## 六本木をテーマとした作品

### 楽曲
- ここは東京六本木 / 原みつるとエリートメン
- 都営大江戸線の六本木駅で抱きしめて / CHICA#TETSU、シングル『眼鏡の男の子/ニッポンノD・N・A!/Go Waist』通常盤Cに収録。
- 六本木の雨の中で / ヴィレッジ・シンガーズ
- 六本木心中 / 桃井かおり（アン・ルイスの作品とは、同名異曲）
- 六本木 / 南沙織、アルバム『人恋しくて』（1975年12月5日）に初収録。
- 六本木ララバイ / 内藤やす子
- 六本木心中 / アン・ルイス、後に相川七瀬、デーモン小暮がカバー。
- 六本木十時軍 / 杉浦幸
- 六本木純情派 / 荻野目洋子
- 六本木ショット / 矢沢永吉
- ROPPONGI-雨 / 米米CLUB、アルバム『PUSHED RICE』収録。
- 六本木レイン / 研ナオコ
- 六本木のベンちゃん / 小林克也&ザ・ナンバーワンバンド+嘉門雄三（桑田佳祐）、六本木にちなんだ呼称が多数登場する。
- よくやるね / 和田アキ子、歌詞の中に「飯倉片町」（六本木）が出てくる。
- 六本木〜GIROPPON〜 / 鼠先輩
- Roppongi Blues / フィリップ・セス
- roppongi EVOLVED / TAG underground、コナミの音楽ゲーム「Dance Dance Revolution」シリーズに収録されている楽曲。
- 六本木ツンデレラ / DJ OZMA

### ドラマ
- 終電バイバイ（第6話『六本木駅』） - 2013年のTBS深夜ドラマ。濱田岳主演。

### 映画
- 六本木の夜 愛して愛して - 1963年の東宝映画。峰岸徹主演。
- 六本木バナナ・ボーイズ - 1989年の東映映画。仲村トオル主演。
- バブルへGO!! - 2007年の東宝映画。広末涼子、阿部寛主演。

## 出身・ゆかりのある人物
- 和宮親子内親王 - 麻布市兵衛町（六本木1・3・4丁目界隈）で死去。
- 三条実美 - 麻布市兵衛町で死去。
- 乃木希典 - 現在の六本木にあった長府藩上屋敷で生まれ、10歳まで暮らした。
- 香淳皇后 - 現在の六本木に相当する地域に邸宅があった久邇宮家の生まれ。
- 永井荷風（作家） - 1919年、麻布市兵衛町に偏奇館を新築し、居住。
- 山形勲（男優） - ロンドン生まれ、麻布市兵衛町育ち。
- 神保美喜（女優） - 1960年生まれ。六本木出身。
- 寺本五郎（銀行家、不動貯金銀行頭取） - 牧野元次郎（不動貯金銀行頭取）の子。麻布仲之町（市兵衛町と飯倉町に挟まれた界隈）居住。
- 牧野太郎（不動貯金銀行常務取締役） - 牧野元次郎の子。麻布仲之町居住。

## その他

### 日本郵便
- 郵便番号 : 106-0032[4]（集配局 : 芝郵便局[31]）。

- ビル除く全域の郵便番号は、106-0032[4]である。各ビルの郵便番号は以下の通りである[32]。なお、集配局はすべて芝郵便局である。[33]。

| ビル名                         | 地上階    | 郵便番号           | 郵便番号       |
| ビル名                         | 地上階    | 階層ごと           | 地階・階層不明 |
| ------------------------------ | --------- | ------------------ | -------------- |
| 泉ガーデンタワー               | 1階〜45階 | 106-6001〜106-6045 | 106-6090       |
| 住友不動産六本木グランドタワー | 1階〜43階 | 106-6201〜106-6243 | 106-6290       |
| 六本木ヒルズ森タワー           | 1階〜54階 | 106-6101〜106-6154 | 106-6190       |

※各ビルの郵便番号は6・7ケタ目に地上階毎の郵便番号が割り振られています。（例：1階は「01」、10階は「10」）